# (16273) Oneill
(16273) Oneill (2000 JS56) – planetoida z pasa głównego asteroid okrążająca Słońce w ciągu 3,49 lat w średniej odległości 2,3 j.a. Odkryta 6 maja 2000 roku.